# Карлсон, Каролин
Каролин Карлсон (англ. Carolyn Carlson, 7 марта 1943, Окленд, Калифорния) — американская танцовщица и хореограф финского происхождения, работающая преимущественно во Франции.

## Биография
Училась классическому танцу в балетной школе Сан-Франциско, затем в университете Юты[уточнить]. Работала в Нью-Йорке, в Театре танца Алвина Николая. В составе этой труппы в 1968 году выступала в Париже, на сцене театра Елисейских полей. С 1971 года работала в танцевальной компании Анны Беранже. В следующем, 1972 году, поставила там спектакль фр. Rituel pour un rêve mort, который был показан на Авиньонском фестивале. Затем была приглашена в Лондонскую школу современного танца в качестве педагога, хореографа и исполнителя.
В 1974 году директор Парижской оперы Рольф Либерман предложил ей сотрудничать с театром в качестве педагога и хореографа. Каролин вела класс композиции и импровизации для танцовщиков, а в 1975 году возглавила группу театральных исследований (фр. Groupe de Recherches Théâtrales), в рамках работы которой представила несколько собственных хореографических работ. Единственная, кто имел статус «хореографа-этуали» за всё время существования труппы. 
В 1980—1984 годах вместе с мужем, композитором Рене Обри жила в Венеции, где была художественным руководителем и хореографом театра «Ла Фениче».
С 1985 по 1991 год как хореограф сотрудничала с парижским Городским театром.
В 1991—1992 годах работала в Финляндии, где поставила балет «Земля» (Maa) на музыку Кайи Саариахо.
В 1992—1994 годах работала в Стокгольме, где возглавляла труппу Кульберг-балет.
В 1997 году сотрудничала с художником Оливье Дебре при работе над постановкой спектакля «Знаки» (музыка Рене Обри, по заказу Парижской оперы). Также сотрудничала с художником Ансельмом Кифером.
С 1999 (года основания) и до 2002 года руководила танцевальным проектом Венецианской биеннале современного искусства — Biennale Danza, основав в её рамках Международный фестиваль современного танца (англ. International Festival of Contemporary Dance).
Начиная с 1999 года возглавляет Национальный хореографический центр в Рубе (фр. National Choreographic Centre of Roubaix Nord-Pas de Calais) а также руководит парижской танцевальной студией L'Atelier de Paris, которая находится в театральном центре «Картушери» в Венсенском лесу. В июне 2011 года возглавила парижский театр Шодрон, который находится в том же здании, что и её ателье.
Также имеет собственную танцевальную школу в Венеции — Accademia Isola Danza.

## Постановки
Каролин Карлсон поставила более 70 спектаклей. Её работы отличает использование танцевальной импровизации, обращение к традициям Востока, интерес к джазовой и к новейшей музыке (Филип Гласс, Гэвин Брайерс и др.). 
- 1972 — Rituel pour un rêve mort, танцевальная компания Анны Беранже
- 1984 — Blue Lady
- 1991/92 — «Земля» (Maa) на музыку Кайи Саариахо
- 1995 — Vu d’ici
- 1997 — «Знаки» на музыку Рене Обри, Парижская национальная опера
- «Тигры в чайном домике», музыка Джона Босвелла
- «Короткие истории: волшебное путешествие»: «Пороки и добродетели», «Джотто» (музыка Гэвина Брайерса), «Ли», «Мандала».

## Каролин Карлсон в России
В 1998 году Каролин Карлсон участвовала в гала-концерте премии «Benois de la Danse», представив соло из балета «Знаки» на сцене Кремлёвского дворца съездов. Её танцевальная компания гастролировала в Москве со спектаклями «Тигры в чайном домике» (2006) и «Короткие истории» (апрель 2011, миниатюру «Джотто» исполнила сама хореограф). Давала мастер-классы для артистов Московского музыкального театра имени Станиславского и Немировича-Данченко.

## Признание
- 1968 — премия Международного танцевального фестиваля в Париже («Лучшая танцовщица»)
- 1998 — премия «Виктуар де ля мюзик» и приз «Бенуа танца» (за балет «Знаки»)
- 2000 — кавалер Ордена искусств и литературы, кавалер Ордена Почётного легиона
- 2002 — медаль города Парижа
- 2006 — «Золотой лев» Международного фестиваля современного танца (англ. International Festival of Contemporary Dance, Венеция)
- 2020 — премия конкурса «Приз Лозанны» за пожизненные заслуги